# Parti unifié des Îles Salomon
Le Parti unifié des Îles Salomon (en anglais :  Solomon Islands United Party abrégé SIUP) est un parti politique salomonais.

## Histoire
Le parti créé en mars 1980 par le Premier ministre Peter Kenilorea et est basé sur le gouvernement qu'il dirige alors depuis 1978. Kenilorea est initialement un indépendant, mais cherche à former un parti pour la préparation des élections législatives de 1980. Le parti remporte 16 des 38 sièges et Kenilorea demeure Premier ministre après avoir formé un gouvernement de coalition avec le Groupe des indépendants (en). Cependant, le gouvernement échoue en 1981 avec le retrait du Groupe des indépendants, date à laquelle Solomon Mamaloni, du Parti de l'Alliance populaire, forme alors un gouvernement de coalition avec le Parti national-démocrate (en) et des députés indépendants.
Le parti conserve un important soutien public tout au long des années 1980, et bien qu'il reçoit moins de voix que le PAP aux élections de 1984, il remporte le plus grand nombre de sièges permettant ainsi à Kenilorea de redevenir Premier ministre. Celui-ci est remplacé par son collègue membre de la SIUP Ezekiel Alebua en 1986. Cependant, le parti ne remporte que quatre sièges aux élections de 1989. Lors des élections de 1993, il est réduit à trois sièges, et bien qu'il obtienne un siège aux élections de 1997, il perd sa représentation parlementaire aux élections de 2001.
Le parti prend part aux élections législatives de 2019 sous la direction de Peter Kenilorea junior ; le parti arrive deuxième en termes de voix, mais ne remporte que deux sièges. Aux élections de 2024 il remporte six sièges et devient le principal parti du groupe des députés indépendants, c'est-à-dire de ceux qui ne font partie ni de la majorité parlementaire, ni de l'opposition officielle. Peter Kenilorea junior prend la tête de ce groupe.

## Résultats électoraux

### Élections législatives
| Année | Voix   | %     | Élus    | Rang |
| ----- | ------ | ----- | ------- | ---- |
| 1980  | 10 437 | 18,10 | 16 / 38 | 1er  |
| 1984  | 14 661 | 21,42 | 13 / 38 | 2e   |
| 1989  | 14 703 | 18,17 | 4 / 38  | 2e   |
| 1993  | 12 973 | 10,50 | 3 / 47  | 4e   |
| 1997  | –      | –     | 4 / 50  | 4e   |
| 2001  |        |       | 0 / 50  |      |
| 2006  | 324    | 0,17  | 0 / 50  | 11e  |
| 2010  |        |       | 0 / 50  |      |
| 2014  |        |       | 0 / 50  |      |
| 2019  | 32 302 | 10,43 | 2 / 50  | 2e   |
| 2024  | 46 662 | 13,49 | 6 / 50  | 4e   |